# Paradoris
Paradoris is een geslacht van weekdieren uit de klasse van de Gastropoda (slakken).

## Soorten
- Paradoris adamsae Padula & Valdés, 2012
- Paradoris araneosa Valdés, 2001
- Paradoris caerulea Camacho-García & Gosliner, 2007
- Paradoris ceneris Ortea, 1995
- Paradoris dubia (Bergh, 1904)
- Paradoris erythraeensis (Vayssière, 1912)
- Paradoris imperfecta Valdés, 2001
- Paradoris indecora (Bergh, 1881)
- Paradoris inversa Ortea, 1995
- Paradoris liturata (Bergh, 1905)
- Paradoris lopezi Hermosillo & Valdés, 2004
- Paradoris mollis Ortea, 1995
- Paradoris mulciber (Ev. Marcus, 1971)